# 費拉德爾菲亞縣
費拉德爾菲亞縣（英語：Philadelphia County，簡稱費城郡）是美国宾夕法尼亚州東南部的一個縣，東南隔特拉華河與新泽西州為鄰。面積369平方公里。縣治費拉德爾菲亞（費城，自1854年起已無分區，縣市同界。1952年起已無縣政府，但該州適用於縣的法律仍然有效）。
成立於1682年11月，是本州最早的三個縣之一（另外兩個為切斯特縣和巴克斯縣）。縣名來自小亞細亞的Philadelphus，意思是「兄弟之愛」。
它是宾夕法尼亚州人口最多的县，也是全国人口第24多的县。截至2020年人口普查，费城县有人口1,603,797。
费城县是与切斯特县和巴克斯县一起由威廉·佩恩于 1682年11月创建的三个原始县之一。自1854年以来，该县一直与费城共同扩张，费城也是其县城。费城县是费城-卡姆登-威尔明顿 联合统计区（PA- NJ - DE - MD，也称为特拉华河谷）的核心县，位于特拉华河下游和斯库尔基尔河沿岸，在东北大都市。费城县是特拉华河谷的经济和文化支柱，特拉华河谷是美国第8大综合统计区，截至 2020年估计人口为609.6万。

## 历史
美國原住民萊納佩人部落是成为费城县的地区的第一批已知居民。第一批欧洲定居者是瑞典人和芬兰人，他们于1638年抵达。荷兰于1655年占领了该地区，但在1674年失去了对这里的控制（被英国占领）。威廉佩恩于1681年从英格兰的查理二世那里获得了宾夕法尼亚的宪章，并于1682年11月将其划分宾夕法尼亚分为3个县。同年，费城被规划成为宾夕法尼亚的县城和首府。
佩恩希望费城（字面意思是“兄弟般的爱”），成为一个宗教宽容和礼拜自由得到保证的地方。费利德尔菲亚的名字与《圣经·启示录》中提到的小亚细亚古城（今为土耳其阿拉谢希尔）同名。作为贵格会教徒，威廉佩恩希望他的“神圣实验” 在最后的审判中无可指责。
成立时，费城县主要包括特拉华河以西、斯库尔基尔河向南、与巴克斯县接壤的北部地区；西部边界未确定。两个县将由费城县1752年成立的伯克斯县（切斯特县、兰开斯特县和费城县的部分地区）和1784年成立的蒙哥马利县组成。从这些分离以及其他边界变化中，创建了现在的县界。
按照宾夕法尼亚州的计划，费城仅包括位于南街和藤街以及特拉华河和斯库尔基尔河之间的当今城市的一部分。其他定居点建在城市边界之外，随着时间的推移，它们分别成立并拥有独立的政府。
这些定居点中有几个紧邻费城，例如南部的南华克和莫亚门辛，北部的北部自由区、肯辛顿、春园和宾夕法尼亚区，以及西部的西费城和布洛克利——它们结合在一起与费城实际上形成了一个连续的城市区域，整个城市群在国外简称为费城。
除此之外，全县还有许多其他偏远的乡镇、村庄和居民点。随着时间的推移，随着人口从费城向外扩张，那些离费城较近的人被吸收到费城。
在此期间，费城市政府和费城县政府分别行动。到19世纪中叶，需要更加结构化的政府官僚机构。1854年2月2日的一项改革宪章将费城县的所有自治市镇、乡镇和地区定义为费城市内，从而废除了费城县自成立以来由城市、自治市镇和乡镇组成的拼凑而成。这有可能是美国最早的县市合一改革。
市县合并是殖民地式政府无法适应不断发展的城市对新公共服务（例如更好的街道、警察、交通、卫生和学校）的需求的结果。
新整合的区之间具有明显的特征，但随着时间的推移，经过合并，这些特征通常被整合到费城市中。现在，这些旧区的名称中有一些作为城市街区的名称而保留下来，其边界大致与历史边界相吻合。
1951年，一项名为《地方自治宪章》的新法律完全合并了市和县办事处。这份新章程为该市提供了一个共同的结构，并概述了仍在使用的“强市长”政府形式。
县办公室于1952年与市政府合并，实际上取消了县政府。尽管根据未合并的宾夕法尼亚州法规和费城法典和宪章，该县不再具有法律上的政府结构，但费城县仍然是宾夕法尼亚联邦内的一个实体。因此，它受联邦有关县的规定和法律的约束。例外情况包括费城地方自治宪章、1854年联合法案和随后的立法中规定的限制。该县还是联邦中唯一的一等县，这意味着在上次人口普查时它的人口达到或超过150万。
多年来，费城在种族和民族上变得多样化，而且这个过程还在继续。自1990年（移民开始增加的那一年）以来，成千上万来自拉丁美洲、亚洲和欧洲的移民抵达该县。目前，这座城市拥有一些美国最大的爱尔兰人、義大利人、德国人、波蘭人、波多黎各人、韩国人、越南人、俄羅斯人、乌克兰人、牙買加人、中國人、阿拉伯人、泰国人和柬埔寨人的人口。该县是北美第四大非裔美国人聚集地，其中包括大量的利比里亚人、尼日利亚人和苏丹人。城市的东北部，更重要的是费城郊区，居住着大量的印度裔美國人和墨西哥人。
在2010年的人口普查中，该市有41.0%的白人、43.4%的黑人或非裔美国人、0.5%的美洲印第安人或阿拉斯加原住民、6.3%的亚洲人、0.0%的夏威夷原住民、2.8%的两个或多个种族以及5.9%的其他种族.12.3%的人口是西班牙裔或拉丁裔。

## 地理
根据美国人口普查局的数据，费城县总面积为143平方英里（370平方公里），其中134平方英里（350平方公里）为陆地，8.6平方英里（22平方公里）（6.0%）为水域.按面积计算，它是宾夕法尼亚州第二小的县。水域包括特拉华河、斯库尔基尔河、科布斯溪、威萨希肯溪和彭尼帕克溪。
该县的最低点位于费城西南部的米夫林堡附近，海拔10英尺，位于特拉华河和斯库尔基尔河的交汇处。最高点在栗山，海拔432 英尺，靠近常青广场，就在常青大道的北面和西面。费城县是宾夕法尼亚州土地面积第二小的县，仅次于蒙图尔县。

### 相邻县
- 巴克斯縣（东北）
- 新泽西州伯靈頓郡（东部）
- 新泽西州卡姆登县（东南）
- 新泽西州格洛斯特郡（南部）
- 德拉瓦郡（西南）
- 蒙哥馬利郡（西北部）

## 人口
| 调查年                                                                 | 人口      | 备注 | %±     |
| ---------------------------------------------------------------------- | --------- | ---- | ------ |
| 1790                                                                   | 54,391    |      | —      |
| 1800                                                                   | 81,009    |      | 48.9%  |
| 1810                                                                   | 111,210   |      | 37.3%  |
| 1820                                                                   | 137,097   |      | 23.3%  |
| 1830                                                                   | 188,797   |      | 37.7%  |
| 1840                                                                   | 258,037   |      | 36.7%  |
| 1850                                                                   | 408,762   |      | 58.4%  |
| 1860                                                                   | 565,529   |      | 38.4%  |
| 1870                                                                   | 674,022   |      | 19.2%  |
| 1880                                                                   | 847,170   |      | 25.7%  |
| 1890                                                                   | 1,046,964 |      | 23.6%  |
| 1900                                                                   | 1,293,697 |      | 23.6%  |
| 1910                                                                   | 1,549,008 |      | 19.7%  |
| 1920                                                                   | 1,823,779 |      | 17.7%  |
| 1930                                                                   | 1,950,961 |      | 7.0%   |
| 1940                                                                   | 1,931,334 |      | −1.0%  |
| 1950                                                                   | 2,071,605 |      | 7.3%   |
| 1960                                                                   | 2,002,512 |      | −3.3%  |
| 1970                                                                   | 1,948,609 |      | −2.7%  |
| 1980                                                                   | 1,688,609 |      | −13.3% |
| 1990                                                                   | 1,585,577 |      | −6.1%  |
| 2000                                                                   | 1,517,550 |      | −4.3%  |
| 2010                                                                   | 1,526,006 |      | 0.6%   |
| 2020                                                                   | 1,603,797 |      | 5.1%   |
| U.S. Decennial Census 1790-19601900-1990 1990-20002010-20192020 census |           |      |        |

### 2020年人口普查
| 种族                       | 人口数  | 占比   |
| -------------------------- | ------- | ------ |
| 白人 (非拉丁裔)            | 550,828 | 34.34% |
| 非裔美国人 (非拉丁裔)      | 613,835 | 38.27% |
| 美洲原住民 (非拉丁裔)      | 2,596   | 0.16%  |
| 亚裔美国人 (非拉丁裔)      | 132,408 | 8.25%  |
| 太平洋岛民 (非拉丁裔)      | 579     | 0.04%  |
| 混血/多种族身份 (非拉丁裔) | 65,274  | 4.1%   |
| 拉丁裔美国人               | 238,277 | 15%    |

## 政府
目前，费城县没有县政府结构。在1854年联合法案之前，一个委员会根据当时的宾夕法尼亚州法律管理该县。委员会起源于费城县税务评估员办公室，该办公室由宾夕法尼亚州大会于1700年11月27日通过一项法案设立。税务评估员是一个由六人组成的办公室，每年选举一次，以估计该县的财政状况需要，进行评估和征税以满足他们，并任命其征收员和县财政。
1710年3月28日，议会批准了一项法案，该法案创建了一个任命的县专员委员会，该委员会于1725年改为一个显着的民选委员会。专员有权要求评估员和征税员进行会计核算，并在必要时任命新的征税员. 随后议会于1715年、1718年和1722年通过的法案增加了委员会的权力和范围，授权专员在评估过程中与评估员分享以及在各个县项目之间分配税收，参与县财政长的任命，以及对拖欠纳税人和收税人发出逮捕令和征收罚款。18世纪通过的其他法案赋予专员在县土地、道路、
1780年，议会通过了一项废除县评估委员会的法案，将其职能留给专员，他们继续任命该县每个自治市镇、乡镇和地区的评估员和征税员。1799年和1805年的进一步立法正式确立了委员会向选举官员提供选民名单和协助治安官挑选陪审员的职能，因为两者都是基于纳税人名单。十九世纪上半叶，专员的职责进一步增加，包括投票站的租赁、投票箱的提供和相关职责。

### 1854年合并
1854年费城和县的合并废除了县委员会，其大部分职能转移给了民选的市委员，尽管他们保留了原来的头衔和职责，但此后被视为县官员。由于市专员被视为县官员，因此他们仍受有关县专员的州法律的约束。市专员不应与市议会混淆，因为它们是两个独立的实体。
尽管市政府和县政府都通过合并法案得到了有效整合，但并非所有办公室和机构，例如县监狱监察委员会（费城监狱系统）、验尸官、契约记录员和治安官，在合并之前由县控制，但现在由市专员负责监督和监管。其他办公室和机构，如城市税务员办公室和县税务员办公室，被缩减为新的税务接收办公室的办事员。专员（市和县）在街道和城市财产方面的权力都转移到了该市的公路和城市财产部。从1854年到1867年，委员们还担任税收修订委员会的成员。1867年，城市评估员被任命为该委员会的成员。
留给专员的权力主要是关于县机构的会计权力、关于度量衡的监管职责（由1895年的法案赋予他们）以及与选举相关的行政职能，最终完全控制了他们的行为，形成了1937年在他们的指导下成立县选举委员会。

### 费城地方自治宪章
尽管费城地方自治宪章未提及，但市专员办公室通过1951年州宪法市县修正案成为市政府的一部分。此外，1963年对一流城市地方自治法的修正案赋予市议会通过有关市专员办公室运作的立法的权力。市议会的 1965 年市县合并条例进一步启用了这些法规。

### 政治
费城县以压倒性优势支持民主党，自1968年以来，在每次选举中，民主党总统候选人在宾夕法尼亚州的所有县中所占比例最高。自 1936 年以来，该县在每次总统选举中都将票投给了民主党。1972年，该县是该州唯一一个投票给乔治·麦戈文而不是理查德·尼克松的县。即使是费城居民共和党 参议员 阿伦·斯佩克特，在2004年的美国参议院选举中也没有获得费城三分之一的选票，而他却轻而易举地赢得了选举。1980年，在他的第一次参议院选举中，他确实赢得了该县，这是共和党最后一次在全州选举中赢得该县；然而，斯佩克特在2009年转投民主党，并在2010年的民主党初选中落败。